# Tonga Major League 1984
Il campionato di calcio tongano 1984 (nome ufficiale: Tongatapu Inter Club Championship 1984) è il primo di cui sia disponibile la classifica completa; è stato disputato quattordici anni dopo il primo in assoluto.
È costituito da un girone all'italiana con partite di sola andata. La prima vince il titolo nazionale, le ultime due retrocedono. È stato vinto per la terza stagione consecutiva dal Ngele'ia.

## Classifica finale
|                  |     | Classifica 1984  | Pt | G  | V  | N | P  |
| ---------------- | --- | ---------------- | -- | -- | -- | - | -- |
| Tonga (bandiera) | 1.  | Ngele'ia         | 26 | 13 | 13 | 0 | 0  |
|                  | 2.  | Navutoka         | 20 | 13 | 10 | 0 | 3  |
|                  | 3.  | Manuka           | 19 | 13 | 9  | 1 | 3  |
|                  | 4.  | Veitongo         | 18 | 13 | 8  | 2 | 3  |
|                  | 5.  | Muniao           | 18 | 13 | 8  | 2 | 3  |
|                  | 6.  | Kolofo'ou        | 16 | 13 | 6  | 4 | 3  |
|                  | 7.  | Paionia          | 13 | 13 | 6  | 1 | 6  |
|                  | 8.  | Tofoa            | 12 | 13 | 5  | 2 | 6  |
|                  | 9.  | Kolofo'ou United | 11 | 13 | 5  | 1 | 7  |
|                  | 10. | 'Atenisi United  | 8  | 13 | 4  | 0 | 9  |
|                  | 11. | Ma'ufanga        | 7  | 13 | 3  | 1 | 9  |
|                  | 12. | Va'epopua        | 6  | 13 | 2  | 2 | 9  |
|                  | 13. | Halamaumaukoula  | 6  | 13 | 3  | 0 | 10 |
|                  | 14. | Kolomotu'a       | 3  | 13 | 1  | 0 | 12 |

### Verdetti
- Campione di Tonga:  Ngele'ia.
- Retrocessioni: Halamaumaukoula e Kolomotu'a.

## Altri trofei
- Il Veitongo vince il Tonga Chronicles Cup.
- Il Town East vince il Sub-Districts Tournament.
- Il Town vince il BP Inter-Districts Cup.